# اچ‌ام‌اس بولد (۱۸۱۲)
اچ‌ام‌اس بولد (۱۸۱۲) (به انگلیسی: HMS Bold (1812)) یک کشتی بود که طول آن ۸۴ فوت ۴ اینچ (۲۵٫۷ متر) بود. این کشتی در سال ۱۸۱۲ ساخته شد.